# Gertrude Messinger
Gertrude Dolores Emma Messinger (Spokane, 18 d'abril de 1911 - Woodland Hills, 8 de novembre de 1995) va ser una actriu estatunidenca. Va començar com a actriu infantil en pel·lícules mudes juntament amb la seva germana Maria Messinger i el seu germà Buddy Messinger, però va obtenir molta més fama amb el cinema sonor a la dècada del 1930. Durant la seva carrera va aparèixer a més de 50 pel·lícules cinematogràfiques, amb un èxit particular a les pel·lícules de gènere western.

## Biografia
Gertrude Messinger (de vegades anomenada Gertrude Messenger, i també coneguda com a Gertie Messinger), va ser una actriu de cinema de sèrie B entre la dècada del 1930 fins a la dècada del 1950. Nascuda a Spokane (Washington), va començar a actuar precoçment, interpretant papers infantils en pel·lícules mudes a partir del 1917, quan va tenir un paper a la pel·lícula Babes in the Woods.
Durant la dècada del 1930 va arrencar la seva carrera, amb papers importants en més de trenta pel·lícules. Els seus primers papers protagonistes van ser el 1932, quan va actuar amb Bob Steele a Riders of the Desert, i amb Lane Chandler a Lawless Valley. Durant la resta de la dècada del 1930 va estar força activa en pel·lícules. El 1934 va interpretar un paper important en la pel·lícula Anne of Green Gables amb l'actriu Dawn O'Day. El seu any més actiu va ser el 1935, quan va protagonitzar vuit llargmetratges, sobretot a The Fighting Pilot amb Richard Talmadge i Wagon Trail amb Harry Carey.
L'abril del 1932, l'actriu de 20 anys va fugir del seu promès, l'actor Dave Sharpe. Posteriorment es casaria amb l'operador de càmara Schuyler Sanford, que finalment guanyaria un Oscar pel seu treball a la pel·lícula La volta al món en vuitanta dies (1956). La seva carrera es va reduir considerablement a la dècada del 1940, però va continuar actuant, sobretot en papers no acreditats. El seu darrer paper acreditat va ser a la pel·lícula Joe Palooka in the Counterpunch (1949). El 1952 va interpretar a la seva última pel·lícula, The Greatest Show on Earth, sense acreditar. Va aparèixer en un total de 52 pel·lícules a la seva carrera, 11 de les quals eren pel·lícules del gènere western, per les quals seria més coneguda.
Va morir d'insuficiència cardíaca per pneumonia el 8 de novembre de 1995.

## Filmografia seleccionada
- Aladdin and the Wonderful Lamp (1917)
- The Babes in the Woods (1917)
- L'illa del tresor (Treasure Island) (1918)
- The Luck of the Irish (1920)
- Rip Van Winkle (1921)
- Penrod and Sam (1923)
- The Barefoot Boy (1923)
- The Jazz Age (1929)
- The Duke Steps Out (1929)
- Two Weeks Off (1929)
- The Rampant Age (1930)
- The Boy Friends (sèrie de pel·lícules, 1930 - 1932)
- Sinister Hands (1932)
- Madame Racketeer (1932)
- The Woman Accused (1932)
- Anne of Green Gables (1934)
- Roaring Roads (1935)
- The Rider of the Law (1935)
- Social Error (1935)
- The Fighting Pilot (1935)
- Melody Trail (1935)
- Blazing Justice (1936)
- The Border Patrolman (1936)
- Aces Wild (1936)
- The Miracle Kid (1941)
- Gambling Daughters (1941)

- Aladdin and the Wonderful Lamp (1917), on apareix Gertrude Messinger interpretant la princesa Jasmín.

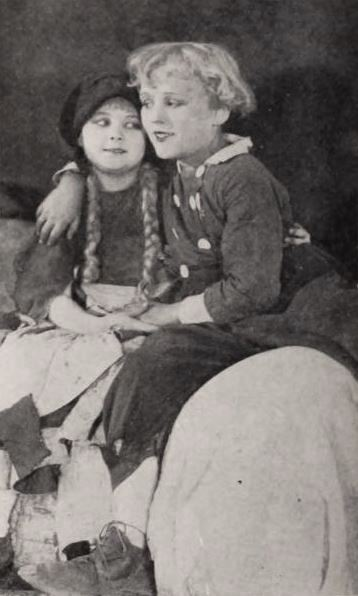
Anunci de la pel·lícula de fantasia Rip Van Winkle (1921), on apareix Gertrude Messingeng interpretant a la nena Meenie Van Winkle.